# Его сиятельство шофёр
Его сиятельство шофёр (пол. Jaśnie pan szofer) — польский музыкальный фильм, романтическая комедия 1935 года. От фильма сохранилось 50 мин.

## Сюжет
Граф Боратыньский не хочет жениться на дочери фабриканта Пудловича, поэтому он меняется местами со своим шофёром. Однако дочь фабриканта узнаёт об этом, и она тоже меняется со своей горничною. Неожиданно рождается любовь и счастливое окончание.

## В ролях
- Антони Фертнер — Пудлович, фабрикант,
- Ина Бенита — Ханя, дочь Пудловича,
- Евгениуш Бодо — граф Кароль Боратыньский,
- Станислава Высоцкая — тётка Боратыньского,
- Тадеуш Ольша — шофёр графа,
- Лода Немижанка — горничная Хани,
- Людвик Семполинский — камердинер,
- Феликс Хмурковский — Шобер,
- Виктор Беганьский и др.